# مدرسه‌ای که می‌رفتیم
مدرسه‌ای که می‌رفتیم فیلمی به کارگردانی داریوش مهرجویی و نویسندگی فریدون دوستدار و داریوش مهرجویی محصول سال ۱۳۵۹ است. 
مدیر فیلمبرداری این فیلم سینمایی، فرخ مجیدی و تدوین‌گر آن منوچهر اولیایی می‌باشند. 
این فیلم از محصولات کانون پرورش فکری کودکان و نوجوانان می‌باشد.

## چگونگی ساخت
داریوش مهرجویی پس از پیروزی انقلاب، سراغ داستان «حیاط پشتی مدرسه عدل آفاق» نوشته فریدون دوستدار رفت؛ داستانی که توسط کانون پرورش فکری کودکان و نوجوانان منتشر شده و در فضای انقلابی سال‌های ۵۸ و ۵۹ مورد توجه قرار گرفته بود. به این ترتیب «مدرسه‌ای که می‌رفتیم» جلوی دوربین رفت؛ از معدود فیلم‌های سینمای ایران که تقریبا کل ماجرا در داخل مدرسه می‌گذرد؛ مدرسه‌ای که قرار است تصویر جامعه را بازتاب دهد. این فیلم برای اکران به مشکل ممیزی برخورد و سرانجام پس از ده سال نسخه مخدوشی از آن به روی پرده رفت.

## داستان
گروهی از دانش آموزان یک مدرسه تصمیم به اجرای نمایش می‌گیرند که اینکار با مخالفت معاون مدرسه که در غیاب مدیر به اداره امور می‌پردازد و تنبیه از جانب او مواجه می‌شوند. سپس دانش آموزان با درست کردن یک روزنامه دیواری به انتقاد از شرایط مدرسه می پردازند. با آمدن ناظم، او طبق معمول روزنامه دیواری را لوله می‌کند و  می‌زند توی سر بچه‌ها و جلوی تئاتر مدرسه‌ای آنها را هم می‌گیرد. اما یکی از معلمان و یک کتابدار که از دست ناظم مستبد و زورگوی مدرسه حرص می‌خورند و با کمک معلم‌های دیگر او را سر جایش می‌نشانند و دو مرتبه روزنامه به‌جای اولش برمی‌گردد.

## بازیگران
| بازیگر           | نقش                |
| ---------------- | ------------------ |
| علی نصیریان      | امیر پازوکی (ناظم) |
| عزت‌الله انتظامی  | کتابدار            |
| امراله صابری     | مرتضی              |
| قاسم سیف         | آقای صدیقی         |
| محمود مهدوی      |                    |
| ستون زاده        |                    |
| حق فروش          |                    |
| رفتاری           |                    |
| کمال الدین اشرفی |                    |
| جمال الدین اشرفی |                    |
| فرشید هسته ای    |                    |
| فرهاد مجیدیان    |                    |
| امیر صدرایی      |                    |
| فرهاد فارسی جانی |                    |
| امیر علیزاده     |                    |
| علیرضا اسلامی    |                    |
| کوروش مصلحی      |                    |
| مزدا مسعودی      |                    |
| بابک برزویه      |                    |
| رامین احمدپناهی  |                    |
| وحید رافع        |                    |
| پیام حریف چی     |                    |
| پیمان محبوبی فر  |                    |
| پیمان علیزاده    |                    |